# Starkey Hearing Technologies
Starkey Hearing Technologies — приватна американська компанія, крупний світовий виробник слухових апаратів і найбільший виробник слухових апаратів в США. Заснована в 1967 році і базується в Іден-Прері, штат Міннесота. Компанія має 21 підприємство у більш ніж 18 країнах по всій Північній Америці, Південній Америці, Центральній Америці, Європі, Азії та Австралії. В компанії працює близько 4500 осіб по всьому світу. З обсягом продажів понад 1 млн слухових апаратів на рік, «Starkey Hearing Technologies» є одним з провідних світових виробників слухових апаратів.

## Важливі історичні віхи
В 1985 році маленька американська компанія Starkey, орієнтуючись на моду, а не на лікарів та лікарні, як Oticon, вперше запропонувала ринку внутрішньовушні слухові апарати. Starkey  змінила конфігурацію завушного слухового апарату так, що він перетворився на внутрішньовушний прилад. Таким чином слуховий апарат став меншим, не кидався в очі, хоча якість звуку у нового приладу виявилася трохи нижчою. Внаслідок появи такого приладу частка Oticon на світовому ринку за один рік скоротилася з 15 до 9%, Oticon ввійша в фінансову кризу, а внутрішньовушні слухові апарати вже в 1986 році заповнили 80% американського ринку.
У 2014 році, Starkey дебютував з слуховим апаратом Halo, виробленим для iPhone, а додаток TruLink для управління пристроєм, вперше дозволив прямий зв'язок між слуховими апаратами та Apple пристроями, включаючи iPhone, IPAD і Ipod, і дає змогу телефонних дзвінків, музики, відео-контенту і ін., направляючи потік безпосередньо в слухові апарати не погіршуючи при цьому якість звуку.

## Важливі факти
Професору Майклу Родда, основному співзасновнику «Канадсько-українського Альянсу для Глухих та Слабочуючих Осіб», за сумісництвом директор Західноканадського Центру Дослідження Глухоти, що знаходиться в університеті Альберти (Канада) (в університеті, де він викладає, д-р Родда також очолює кафедру імені Дейвіда Рейкоффа, яка займається вивченням проблем глухоти) восени 1999 року, «Український Центр Засобів та Розвитку» влаштував поїздку у Львів та Київ, де він побував у школах для глухих, в асоціаціях глухих, зустрівся з викладачами факультету сурдопедагогіки Київського Державного Педагогічного університету імені Драгоманова. З відповідним візитом в Канаду запросили професора Людмилу Фомічеву та професора Миколу Ярмаченка. Їхній приїзд, в ході якого вони відвідали разні заклади Едмонтону та Ванкувера, було спонсоровано канадською стороною. Під час їхнього перебування в Едмонтоні, було підписано договір про проведення в липні 2000 року в Криму (Україна), навчального семінару для вчителів, які навчають глухих. На цьому навчальному семінарі аудіологами виступали представники трьох компаній (RG Sound, Oticon, Starkey) й погодились добровільно віддати свій професійний час, щоб припасувати понад 100 дітям в Україні слухові апарати, які люб'язно виділила для цього компанія Starkey. Враховуючи вартість затрат на подорож, обладнання та слухові апарати, загальна сума витрат, понесених проектом, становила понад $100 000 канадських доларів. Українською стороною було взято на себе лише покриття витрат, понесених українськими учасниками кримського семінару, які взяли на себе українські школи для глухих та слабочуючих, Київський Державний Педагогічний університет імені Драгоманова та Український Центр Засобів та Розвитку.